# Nordmalings och Bjurholms samt Degerfors tingslags valkrets
Nordmalings och Bjurholms samt Degerfors tingslags valkrets var i valen till andra kammaren 1893–1908 en egen valkrets med ett mandat. Valkretsen, som geografiskt ungefär motsvarade dagens Nordmalings, Bjurholms och Vindelns kommuner, avskaffades vid införandet av proportionellt valsystem i valet 1911 och uppgick då i Västerbottens läns södra valkrets. 

## Riksdagsman
- Adolf Wiklund, gamla lmp 1894, lmp 1895–1905, lib s 1906–1911 (1894–1911)

## Valresultat

### 1896
| Andrakammarvalet i Sverige 1896: Nordmalings och Bjurholms samt Degerfors tingslags valkrets | Andrakammarvalet i Sverige 1896: Nordmalings och Bjurholms samt Degerfors tingslags valkrets | Andrakammarvalet i Sverige 1896: Nordmalings och Bjurholms samt Degerfors tingslags valkrets | Andrakammarvalet i Sverige 1896: Nordmalings och Bjurholms samt Degerfors tingslags valkrets | Andrakammarvalet i Sverige 1896: Nordmalings och Bjurholms samt Degerfors tingslags valkrets |
| Kandidat                                                                                     | Kandidat                                                                                     | Röster                                                                                       | Röster                                                                                       | Röster                                                                                       |
| Kandidat                                                                                     | Kandidat                                                                                     | Antal                                                                                        | %                                                                                            | +− %                                                                                         |
| -------------------------------------------------------------------------------------------- | -------------------------------------------------------------------------------------------- | -------------------------------------------------------------------------------------------- | -------------------------------------------------------------------------------------------- | -------------------------------------------------------------------------------------------- |
|                                                                                              | Adolf Wiklund                                                                                | 383                                                                                          | 78,8                                                                                         |                                                                                              |
|                                                                                              | Närmaste kandidat                                                                            | 91                                                                                           | 18,7                                                                                         |                                                                                              |
|                                                                                              | Övriga kandidater                                                                            | 12                                                                                           | 2,5                                                                                          |                                                                                              |
| Antal giltiga röster                                                                         | Antal giltiga röster                                                                         | 486                                                                                          |                                                                                              |                                                                                              |
| Kasserade röster                                                                             | Kasserade röster                                                                             | 1                                                                                            |                                                                                              |                                                                                              |
| Totalt                                                                                       | Totalt                                                                                       | 487                                                                                          |                                                                                              |                                                                                              |

Valkretsen hade 20 050 invånare den 31 december 1895, varav 1 302 eller 6,5 % var valberättigade. 487 personer deltog i valet, ett valdeltagande på 37,4%.

### 1899
| Andrakammarvalet i Sverige 1899: Nordmalings och Bjurholms samt Degerfors tingslags valkrets | Andrakammarvalet i Sverige 1899: Nordmalings och Bjurholms samt Degerfors tingslags valkrets | Andrakammarvalet i Sverige 1899: Nordmalings och Bjurholms samt Degerfors tingslags valkrets | Andrakammarvalet i Sverige 1899: Nordmalings och Bjurholms samt Degerfors tingslags valkrets | Andrakammarvalet i Sverige 1899: Nordmalings och Bjurholms samt Degerfors tingslags valkrets |
| Kandidat                                                                                     | Kandidat                                                                                     | Röster                                                                                       | Röster                                                                                       | Röster                                                                                       |
| Kandidat                                                                                     | Kandidat                                                                                     | Antal                                                                                        | %                                                                                            | +− %                                                                                         |
| -------------------------------------------------------------------------------------------- | -------------------------------------------------------------------------------------------- | -------------------------------------------------------------------------------------------- | -------------------------------------------------------------------------------------------- | -------------------------------------------------------------------------------------------- |
|                                                                                              | Adolf Wiklund                                                                                | 211                                                                                          | 79,9                                                                                         | ▲1,1                                                                                         |
|                                                                                              | Anders Åström                                                                                | 46                                                                                           | 17,4                                                                                         |                                                                                              |
|                                                                                              | Övriga kandidater                                                                            | 7                                                                                            | 2,7                                                                                          |                                                                                              |
| Antal giltiga röster                                                                         | Antal giltiga röster                                                                         | 264                                                                                          |                                                                                              |                                                                                              |
| Kasserade röster                                                                             | Kasserade röster                                                                             | 1                                                                                            |                                                                                              |                                                                                              |
| Totalt                                                                                       | Totalt                                                                                       | 265                                                                                          |                                                                                              |                                                                                              |

Valet hölls den 10 september 1899. Valkretsen hade 21 006 invånare den 31 december 1898, varav 1 588 eller 7,6 % var valberättigade. 265 personer deltog i valet, ett valdeltagande på 16,7%.

### 1902
| Andrakammarvalet i Sverige 1902: Nordmalings och Bjurholms samt Degerfors tingslags valkrets | Andrakammarvalet i Sverige 1902: Nordmalings och Bjurholms samt Degerfors tingslags valkrets | Andrakammarvalet i Sverige 1902: Nordmalings och Bjurholms samt Degerfors tingslags valkrets | Andrakammarvalet i Sverige 1902: Nordmalings och Bjurholms samt Degerfors tingslags valkrets | Andrakammarvalet i Sverige 1902: Nordmalings och Bjurholms samt Degerfors tingslags valkrets |
| Kandidat                                                                                     | Kandidat                                                                                     | Röster                                                                                       | Röster                                                                                       | Röster                                                                                       |
| Kandidat                                                                                     | Kandidat                                                                                     | Antal                                                                                        | %                                                                                            | +− %                                                                                         |
| -------------------------------------------------------------------------------------------- | -------------------------------------------------------------------------------------------- | -------------------------------------------------------------------------------------------- | -------------------------------------------------------------------------------------------- | -------------------------------------------------------------------------------------------- |
|                                                                                              | Adolf Wiklund                                                                                | 456                                                                                          | 76,7                                                                                         | ▼3,2                                                                                         |
|                                                                                              | Pettersson å Mo ångsåg                                                                       | 137                                                                                          | 23,0                                                                                         |                                                                                              |
|                                                                                              | Övriga kandidater                                                                            | 2                                                                                            | 0,3                                                                                          |                                                                                              |
| Antal giltiga röster                                                                         | Antal giltiga röster                                                                         | 595                                                                                          |                                                                                              |                                                                                              |
| Kasserade röster                                                                             | Kasserade röster                                                                             | 3                                                                                            |                                                                                              |                                                                                              |
| Totalt                                                                                       | Totalt                                                                                       | 598                                                                                          |                                                                                              |                                                                                              |

Valet hölls den 20 september 1902. Valkretsen hade 21 482 invånare den 31 december 1901, varav 1 536 eller 7,2 % var valberättigade. 598 personer deltog i valet, ett valdeltagande på 38,9%.

### 1905
| Andrakammarvalet i Sverige 1905: Nordmalings och Bjurholms samt Degerfors tingslags valkrets | Andrakammarvalet i Sverige 1905: Nordmalings och Bjurholms samt Degerfors tingslags valkrets | Andrakammarvalet i Sverige 1905: Nordmalings och Bjurholms samt Degerfors tingslags valkrets | Andrakammarvalet i Sverige 1905: Nordmalings och Bjurholms samt Degerfors tingslags valkrets | Andrakammarvalet i Sverige 1905: Nordmalings och Bjurholms samt Degerfors tingslags valkrets |
| Kandidat                                                                                     | Kandidat                                                                                     | Röster                                                                                       | Röster                                                                                       | Röster                                                                                       |
| Kandidat                                                                                     | Kandidat                                                                                     | Antal                                                                                        | %                                                                                            | +− %                                                                                         |
| -------------------------------------------------------------------------------------------- | -------------------------------------------------------------------------------------------- | -------------------------------------------------------------------------------------------- | -------------------------------------------------------------------------------------------- | -------------------------------------------------------------------------------------------- |
|                                                                                              | Adolf Wiklund                                                                                | 430                                                                                          | 96,4                                                                                         | ▲19,7                                                                                        |
|                                                                                              | Närmaste kandidat                                                                            | 13                                                                                           | 2,9                                                                                          |                                                                                              |
|                                                                                              | Övriga kandidater                                                                            | 3                                                                                            | 0,7                                                                                          |                                                                                              |
| Antal giltiga röster                                                                         | Antal giltiga röster                                                                         | 446                                                                                          |                                                                                              |                                                                                              |
| Kasserade röster                                                                             | Kasserade röster                                                                             | 3                                                                                            |                                                                                              |                                                                                              |
| Totalt                                                                                       | Totalt                                                                                       | 449                                                                                          |                                                                                              |                                                                                              |

Valet hölls den 17 september 1905. Valkretsen hade 21 826 invånare den 31 december 1904, varav 1 669 eller 7,6 % var valberättigade. 449 personer deltog i valet, ett valdeltagande på 26,9%.

### 1908
| Andrakammarvalet i Sverige 1908: Nordmalings och Bjurholms samt Degerfors tingslags valkrets | Andrakammarvalet i Sverige 1908: Nordmalings och Bjurholms samt Degerfors tingslags valkrets | Andrakammarvalet i Sverige 1908: Nordmalings och Bjurholms samt Degerfors tingslags valkrets | Andrakammarvalet i Sverige 1908: Nordmalings och Bjurholms samt Degerfors tingslags valkrets | Andrakammarvalet i Sverige 1908: Nordmalings och Bjurholms samt Degerfors tingslags valkrets |
| Kandidat                                                                                     | Kandidat                                                                                     | Röster                                                                                       | Röster                                                                                       | Röster                                                                                       |
| Kandidat                                                                                     | Kandidat                                                                                     | Antal                                                                                        | %                                                                                            | +− %                                                                                         |
| -------------------------------------------------------------------------------------------- | -------------------------------------------------------------------------------------------- | -------------------------------------------------------------------------------------------- | -------------------------------------------------------------------------------------------- | -------------------------------------------------------------------------------------------- |
|                                                                                              | Adolf Wiklund                                                                                | 815                                                                                          | 61,6                                                                                         | ▼34,8                                                                                        |
|                                                                                              | Werner Bäckström (liberal)                                                                   | 509                                                                                          | 38,4                                                                                         |                                                                                              |
| Antal giltiga röster                                                                         | Antal giltiga röster                                                                         | 1 324                                                                                        |                                                                                              |                                                                                              |
| Kasserade röster                                                                             | Kasserade röster                                                                             | 4                                                                                            |                                                                                              |                                                                                              |
| Totalt                                                                                       | Totalt                                                                                       | 1 328                                                                                        |                                                                                              |                                                                                              |

Valet hölls den 27 september 1908. Valkretsen hade 22 235 invånare den 31 december 1907, varav 1 975 eller 8,9 % var valberättigade. 1 328 personer deltog i valet, ett valdeltagande på 67,2 %.